# エダニルベル・ナバス
エダニルベル・ホセ・ナバス・アラヨン（Edanyilber José Navas Alayón, 2000年1月14日 - ）は、ベネズエラ・アラグア州ビジャ・デ・クラ出身のサッカー選手。アラグアFC所属。ポジションはMF。

## クラブ経歴
2017年に地元のアラグアFCのトップチームに昇格。同年シーズンの3月5日のエストゥディアンテス・デ・メリダ戦でプロデビュー。同年シーズンは17歳ながらプロ1年目でリーグ戦22試合に出場。2018年10月18日のデポルティーボ・タチラFC戦で、プロ初ゴールを記録。更に2019年9月16日のエストゥディアンテス・デ・カラカス戦では、初のマルチゴールを達成するなど、同年シーズンはリーグ40試合に出場。初の2桁得点となる10得点を記録し、チームの中心選手に成長した。